# 拟水狼蛛
拟水狼蛛（学名：Pirata subparaticus）为狼蛛科水狼蛛属的动物。分布于日本、朝鲜、台湾岛以及中国大陆的广东、江西、福建、湖南、湖北、江苏、浙江、四川、浙江等地，常生活于草丛以及稻田。该物种的模式产地在日本。